# Безсмертнова Наталія Ігорівна
Ната́лія І́горівна Безсме́ртнова (*19 липня 1941, Москва — †19 лютого 2008, там само) — балерина Великого театру, виступала в 1961—1995 рр.

## Біографія
Наталія Безсмертнова народилася в 1941 році. Закінчила Московське хореографічне училище в 1961 році (училась у М. А. Кожухової і народної артистки СРСР С. М Головкіної). Народна артистка СРСР, лауреатка Ленінської премії (1986) і Державної премії СРСР (1977). Лауреат першої премії Міжнародного конкурсу артистів балету (Варна, 1965), премії Анни Павлової (Париж, 1970
Батько — Безсмертнов Ігор Борисович, лікар. Мати — Безсмертнова Антоніна Яківна (до шлюбу — Пешкова). Чоловік — балетмейстер Великого театру Юрій Григорович.
У 1961—1995 роках була провідною артисткою Великого театру.
Наталія Безсмертнова знімалася в телебалеті «Ромео і Джульєта» (1968), брала участь в екранізації балетів «Жизель» (1975 і 1988), «Шопеніана» (1977), у кінофільмах-балетах «Спартак» (1976), Лихий вік (за балетом «Іван Грозний», 1977)
Померла у московській лікарні після важкої тривалої хвороби 19 лютого 2008.